# Francisco Manuel da Silva

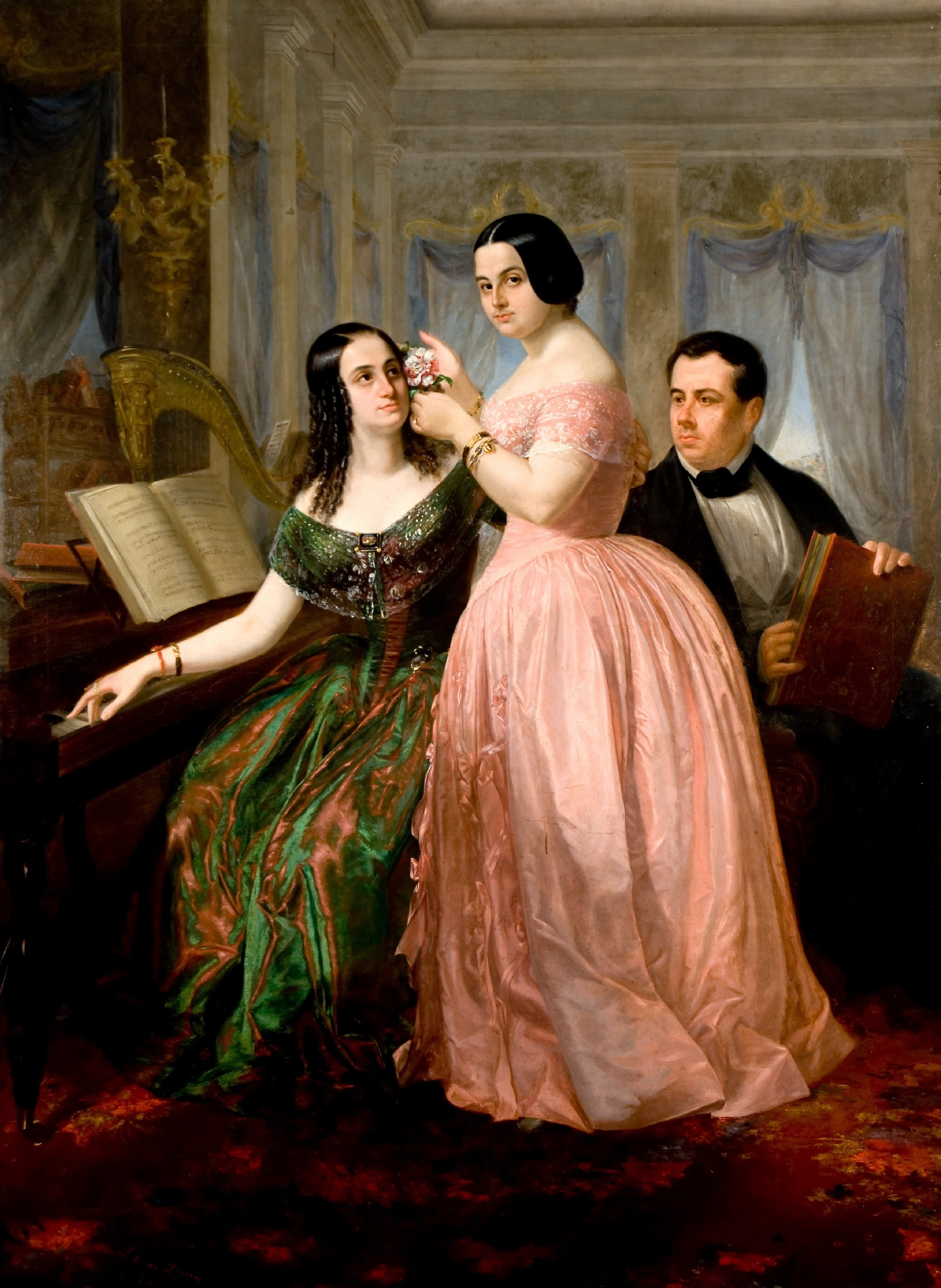
«Maestro Francisco Manuel dictando el Himno Nacional», por José Correia de Lima (1850), Museo Nacional de Bellas Artes de Río de Janeiro.

Francisco Manuel da Silva (Río de Janeiro, 21 de febrero de 1795 — Río de Janeiro, 18 de diciembre de 1865) fue un compositor musical y maestro brasileño, autor de la melodía del Himno Nacional Brasileño.

## Biografía
Fue alumno del padre José Maurício Nunes Garcia, maestro de la Capilla Imperial y el nombre más importante de la música colonial brasileña, y a partir de 1817 de Sigismund Neukomm, con quienes aprendió violín, violonchelo, órgano, piano y composición. Fue niño cantor del coro de la Capilla Real. En 1823 fue timbalero en la orquesta de la Capilla Imperial y dos años después fue violonchelista. Aún muy joven compuso un tedeum para el entonces príncipe Pedro I, quien le prometió financiar su perfeccionamiento en Europa. Como no llegó a cumplir su promesa, en compensación lo nombró director musical de la Capilla Real.
En 1833 fundó la Sociedade Musical de Beneficência, que funcionó hasta 1890 y tenía como misión la defensa de los intereses de los músicos y sus familias. Con el respaldo del nuevo emperador Pedro II, accedió al puesto de compositor de la Imperial Cámara en 1841 y al año siguiente asumió como maestro de capilla. 
Uno de sus mayores logros fue la fundación del Imperial Conservatorio de Música (Conservatorio de música de Río de Janeiro), origen de la actual Escuela de Música de la Universidad Federal de Río de Janeiro (UFRJ), del que fue su primer director. También fue regente del Teatro Lírico Fluminense, que después se transformó en la Ópera Nacional.
Compuso la música del Hino ao 7 de Abril (Himno al 7 de abril), en homenaje a la abdicación de Pedro I, que años más tarde se convirtió en el Himno Nacional Brasileño. 
Del resto de sus composiciones se destacan Missa Ferial y Missa em mi bemol. Compuso otros himnos como Hino à coroação (1841), Hino a D. Afonso (1845), Hino das artes (1854) e Hino da guerra (1865), además de misas, motetes, modinhas, lundus y valses.
También fue autor de textos de enseñanza como Compêndio de música prática (1832), Compêndio de Música para uso dos alunos do Colégio Pedro II (1838), Compêndio de princípios elementares de música (1848) y Método de solfejo (1848).
Recibió dos veces la Orden imperial de la Rosa. En 1846 en el grado de Caballero y en 1857 en el grado de Oficial.
Falleció a los 70 años y sus restos fueron sepultados en el cementerio de São Francisco de Paula, en Catumbi, barrio de Río de Janeiro.
Es el patrono de la silla número 7 de la Academia Brasileira de Música.